# 洞綏片
洞綏片，贛語九個方言片之一。主要通行於湖南的洞口、綏寧、隆回的部分地區。

## 特點
古透定母字今白讀聲母[h]。古透定母讀[h]與撫廣片相同，但來母的齊齒呼不讀[t]聲母，有的地方沒有入聲，這與撫廣片不同。